# 16e étape du Tour d'Espagne 2022
Pour un article plus général, voir Tour d'Espagne 2022.
La 16e étape du Tour d'Espagne 2022 se déroule le mardi 6 septembre 2022 de Sanlúcar de Barrameda à Tomares en Andalousie, sur une distance de 189,4 km.

## Parcours
Disputée au lendemain de la troisième journée de repos, cette étape de plaine partant de Sanlúcar de Barrameda au bord de l'Océan Atlantique se termine à Tomares, à proximité de Séville.

## Déroulement de la course
Les Espagnols Ander Okamika (Burgos-BH) et Luis Ángel Maté (Euskatel-Euskadi) partent à l'attaque dès le tout début de l'étape. L'écart avec le peloton atteint 4 minutes après 17 kilomètres de course. Ensuite, le peloton, sous la conduite des équipes Trek-Segafredo du maillot vert Mads Pedersen et Cofidis de Bryan Coquard, contrôle cette échappée en réduisant très progressivement l'écart pour revenir sur les fuyards à 14 kilomètres de l'arrivée. Si la journée s'est passée d'une manière très tranquille, l'arrivée se déroule d'une façon beaucoup plus mouvementée. À 2,7 kilomètres de l'arrivée, Primož Roglič attaque dans une petite montée et sort du peloton, bientôt poursuivi puis rejoint par Pedersen, Pascal Ackermann, Danny van Poppel et Fred Wright alors qu'à ce moment, le maillot rouge Remco Evenepoel est victime d'une crevaison à la roue arrière. La victoire se joue entre les cinq hommes qui s'étaient portés en tête. Mais, à une centaine de mètres de la ligne d'arrivée, Roglič, alors quatrième, entre en contact avec Wright et chute lourdement. Le maillot vert Mads Pedersen remporte aisément une deuxième victoire sur cette Vuelta 2022. Roglič, crédité du temps du vainqueur, grapille 8 secondes à Evenepoel, lui-même repris dans le même temps que le peloton mais le Slovène, assis et groggy après la ligne d'arrivée, présente plusieurs marques d'écorchures.

## Résultats

### Classement de l'étape
| \| Classement de l'étape \| Classement de l'étape \| Classement de l'étape \| Classement de l'étape \| Classement de l'étape \| \| Coureur \| Coureur \| Pays \| Équipe \| Temps \| \| --------------------- \| --------------------- \| --------------------- \| --------------------- \| --------------------- \| \| 1er \| Mads Pedersen \| Danemark \| Trek-Segafredo \| 4 h 45 min 29 s \| \| 2e \| Pascal Ackermann \| Allemagne \| UAE Team Emirates \| + 0 s \| \| 3e \| Danny van Poppel \| Pays-Bas \| Bora-Hansgrohe \| + 0 s \| \| 4e \| Fred Wright \| Royaume-Uni \| Bahrain Victorious \| + 0 s \| \| 5e \| Quentin Pacher \| France \| Groupama-FDJ \| + 8 s \| \| 6e \| Samuele Battistella \| Italie \| Astana Qazaqstan Team \| + 8 s \| \| 7e \| Cédric Beullens \| Belgique \| Lotto-Soudal \| + 8 s \| \| 8e \| Clément Russo \| France \| Arkéa-Samsic \| + 8 s \| \| 9e \| Jesús Ezquerra \| Espagne \| Burgos-BH \| + 8 s \| \| 10e \| Julius van den Berg \| Pays-Bas \| EF Education-EasyPost \| + 8 s \| |                     |             |                       |                 |
| |                     |             |                       |                 |
| Source : ProCyclingStats |                     |             |                       |                 |
| Classement de l'étape |                     |             |                       |                 |
| Coureur | Coureur             | Pays        | Équipe                | Temps           |
| 1er | Mads Pedersen       | Danemark    | Trek-Segafredo        | 4 h 45 min 29 s |
| 2e | Pascal Ackermann    | Allemagne   | UAE Team Emirates     | + 0 s           |
| 3e | Danny van Poppel    | Pays-Bas    | Bora-Hansgrohe        | + 0 s           |
| 4e | Fred Wright         | Royaume-Uni | Bahrain Victorious    | + 0 s           |
| 5e | Quentin Pacher      | France      | Groupama-FDJ          | + 8 s           |
| 6e | Samuele Battistella | Italie      | Astana Qazaqstan Team | + 8 s           |
| 7e | Cédric Beullens     | Belgique    | Lotto-Soudal          | + 8 s           |
| 8e | Clément Russo       | France      | Arkéa-Samsic          | + 8 s           |
| 9e | Jesús Ezquerra      | Espagne     | Burgos-BH             | + 8 s           |
| 10e | Julius van den Berg | Pays-Bas    | EF Education-EasyPost | + 8 s           |

## Classements à l'issue de l'étape

### Classement général
| \| Classement général \| Classement général \| Classement général \| Classement général \| Classement général \| \| Coureur \| Coureur \| Pays \| Équipe \| Temps \| \| ------------------ \| ------------------ \| ------------------ \| ---------------------- \| ------------------ \| \| 1er \| Remco Evenepoel \| Belgique \| Quick-Step Alpha Vinyl \| 61 h 26 min 26 s \| \| 2e \| Primož Roglič \| Slovénie \| Jumbo-Visma \| + 1 min 26 s \| \| 3e \| Enric Mas \| Espagne \| Movistar Team \| + 2 min 01 s \| \| 4e \| Juan Ayuso \| Espagne \| UAE Team Emirates \| + 4 min 49 s \| \| 5e \| Carlos Rodríguez \| Espagne \| Ineos Grenadiers \| + 5 min 16 s \| \| 6e \| Miguel Ángel López \| Colombie \| Astana Qazaqstan Team \| + 5 min 24 s \| \| 7e \| João Almeida \| Portugal \| UAE Team Emirates \| + 7 min 00 s \| \| 8e \| Thymen Arensman \| Pays-Bas \| Team DSM \| + 7 min 05 s \| \| 9e \| Ben O'Connor \| Australie \| AG2R Citroën Team \| + 8 min 57 s \| \| 10e \| Jai Hindley \| Australie \| Bora-Hansgrohe \| + 11 min 36 s \| |                    |           |                        |                  |
| |                    |           |                        |                  |
| Source : ProCyclingStats |                    |           |                        |                  |
| Classement général |                    |           |                        |                  |
| Coureur | Coureur            | Pays      | Équipe                 | Temps            |
| 1er | Remco Evenepoel    | Belgique  | Quick-Step Alpha Vinyl | 61 h 26 min 26 s |
| 2e | Primož Roglič      | Slovénie  | Jumbo-Visma            | + 1 min 26 s     |
| 3e | Enric Mas          | Espagne   | Movistar Team          | + 2 min 01 s     |
| 4e | Juan Ayuso         | Espagne   | UAE Team Emirates      | + 4 min 49 s     |
| 5e | Carlos Rodríguez   | Espagne   | Ineos Grenadiers       | + 5 min 16 s     |
| 6e | Miguel Ángel López | Colombie  | Astana Qazaqstan Team  | + 5 min 24 s     |
| 7e | João Almeida       | Portugal  | UAE Team Emirates      | + 7 min 00 s     |
| 8e | Thymen Arensman    | Pays-Bas  | Team DSM               | + 7 min 05 s     |
| 9e | Ben O'Connor       | Australie | AG2R Citroën Team      | + 8 min 57 s     |
| 10e | Jai Hindley        | Australie | Bora-Hansgrohe         | + 11 min 36 s    |

| Classement par points | Classement par points | Classement par points | Classement par points  | Classement par points |
| Coureur               | Coureur               | Pays                  | Équipe                 | Points                |
| --------------------- | --------------------- | --------------------- | ---------------------- | --------------------- |
| 1er                   | Mads Pedersen         | Danemark              | Trek-Segafredo         | 349 pts               |
| 2e                    | Fred Wright           | Royaume-Uni           | Bahrain Victorious     | 129 pts               |
| 3e                    | Primož Roglič         | Slovénie              | Jumbo-Visma            | 107 pts               |
| 4e                    | Samuele Battistella   | Italie                | Astana Qazaqstan Team  | 105 pts               |
| 5e                    | Remco Evenepoel       | Belgique              | Quick-Step Alpha Vinyl | 100 pts               |
| 6e                    | Marc Soler            | Espagne               | UAE Team Emirates      | 99 pts                |
| 7e                    | Enric Mas             | Espagne               | Movistar Team          | 88 pts                |
| 8e                    | Pascal Ackermann      | Allemagne             | UAE Team Emirates      | 86 pts                |
| 9e                    | Danny van Poppel      | Pays-Bas              | Bora-Hansgrohe         | 72 pts                |
| 10e                   | Jay Vine              | Australie             | Alpecin-Deceuninck     | 62 pts                |

| Classement par points | Classement par points | Classement par points | Classement par points  | Classement par points |
| Coureur               | Coureur               | Pays                  | Équipe                 | Points                |
| --------------------- | --------------------- | --------------------- | ---------------------- | --------------------- |
| 1er                   | Mads Pedersen         | Danemark              | Trek-Segafredo         | 349 pts               |
| 2e                    | Fred Wright           | Royaume-Uni           | Bahrain Victorious     | 129 pts               |
| 3e                    | Primož Roglič         | Slovénie              | Jumbo-Visma            | 107 pts               |
| 4e                    | Samuele Battistella   | Italie                | Astana Qazaqstan Team  | 105 pts               |
| 5e                    | Remco Evenepoel       | Belgique              | Quick-Step Alpha Vinyl | 100 pts               |
| 6e                    | Marc Soler            | Espagne               | UAE Team Emirates      | 99 pts                |
| 7e                    | Enric Mas             | Espagne               | Movistar Team          | 88 pts                |
| 8e                    | Pascal Ackermann      | Allemagne             | UAE Team Emirates      | 86 pts                |
| 9e                    | Danny van Poppel      | Pays-Bas              | Bora-Hansgrohe         | 72 pts                |
| 10e                   | Jay Vine              | Australie             | Alpecin-Deceuninck     | 62 pts                |

| Classement de la montagne | Classement de la montagne | Classement de la montagne | Classement de la montagne | Classement de la montagne |
| Coureur                   | Coureur                   | Pays                      | Équipe                    | Points                    |
| ------------------------- | ------------------------- | ------------------------- | ------------------------- | ------------------------- |
| 1er                       | Jay Vine                  | Australie                 | Alpecin-Deceuninck        | 59 pts                    |
| 2e                        | Richard Carapaz           | Équateur                  | Ineos Grenadiers          | 30 pts                    |
| 3e                        | Thymen Arensman           | Pays-Bas                  | Team DSM                  | 22 pts                    |
| 4e                        | Robert Stannard           | Australie                 | Alpecin-Deceuninck        | 21 pts                    |
| 5e                        | Marc Soler                | Espagne                   | UAE Team Emirates         | 20 pts                    |
| 6e                        | Enric Mas                 | Espagne                   | Movistar Team             | 19 pts                    |
| 7e                        | Jimmy Janssens            | Belgique                  | Alpecin-Deceuninck        | 17 pts                    |
| 8e                        | Miguel Ángel López        | Colombie                  | Astana Qazaqstan Team     | 16 pts                    |
| 9e                        | Primož Roglič             | Slovénie                  | Jumbo-Visma               | 12 pts                    |
| 10e                       | Thibaut Pinot             | France                    | Groupama-FDJ              | 12 pts                    |

| Classement de la montagne | Classement de la montagne | Classement de la montagne | Classement de la montagne | Classement de la montagne |
| Coureur                   | Coureur                   | Pays                      | Équipe                    | Points                    |
| ------------------------- | ------------------------- | ------------------------- | ------------------------- | ------------------------- |
| 1er                       | Jay Vine                  | Australie                 | Alpecin-Deceuninck        | 59 pts                    |
| 2e                        | Richard Carapaz           | Équateur                  | Ineos Grenadiers          | 30 pts                    |
| 3e                        | Thymen Arensman           | Pays-Bas                  | Team DSM                  | 22 pts                    |
| 4e                        | Robert Stannard           | Australie                 | Alpecin-Deceuninck        | 21 pts                    |
| 5e                        | Marc Soler                | Espagne                   | UAE Team Emirates         | 20 pts                    |
| 6e                        | Enric Mas                 | Espagne                   | Movistar Team             | 19 pts                    |
| 7e                        | Jimmy Janssens            | Belgique                  | Alpecin-Deceuninck        | 17 pts                    |
| 8e                        | Miguel Ángel López        | Colombie                  | Astana Qazaqstan Team     | 16 pts                    |
| 9e                        | Primož Roglič             | Slovénie                  | Jumbo-Visma               | 12 pts                    |
| 10e                       | Thibaut Pinot             | France                    | Groupama-FDJ              | 12 pts                    |

| Classement du meilleur jeune | Classement du meilleur jeune | Classement du meilleur jeune | Classement du meilleur jeune | Classement du meilleur jeune |
| Coureur                      | Coureur                      | Pays                         | Équipe                       | Temps                        |
| ---------------------------- | ---------------------------- | ---------------------------- | ---------------------------- | ---------------------------- |
| 1er                          | Remco Evenepoel              | Belgique                     | Quick-Step Alpha Vinyl       | 61 h 26 min 26 s             |
| 2e                           | Juan Ayuso                   | Espagne                      | UAE Team Emirates            | + 4 min 49 s                 |
| 3e                           | Carlos Rodríguez             | Espagne                      | Ineos Grenadiers             | + 5 min 16 s                 |
| 4e                           | João Almeida                 | Portugal                     | UAE Team Emirates            | + 7 min 00 s                 |
| 5e                           | Thymen Arensman              | Pays-Bas                     | Team DSM                     | + 7 min 05 s                 |
| 6e                           | José Félix Parra             | Espagne                      | Equipo Kern Pharma           | + 43 min 08 s                |
| 7e                           | Sergio Higuita               | Colombie                     | Bora-Hansgrohe               | + 45 min 14 s                |
| 8e                           | Gino Mäder                   | Suisse                       | Bahrain Victorious           | + 49 min 35 s                |
| 9e                           | Edoardo Zambanini            | Italie                       | Bahrain Victorious           | + 59 min 06 s                |
| 10e                          | Clément Champoussin          | France                       | AG2R Citroën Team            | + 1 h 11 min 54 s            |

| Classement du meilleur jeune | Classement du meilleur jeune | Classement du meilleur jeune | Classement du meilleur jeune | Classement du meilleur jeune |
| Coureur                      | Coureur                      | Pays                         | Équipe                       | Temps                        |
| ---------------------------- | ---------------------------- | ---------------------------- | ---------------------------- | ---------------------------- |
| 1er                          | Remco Evenepoel              | Belgique                     | Quick-Step Alpha Vinyl       | 61 h 26 min 26 s             |
| 2e                           | Juan Ayuso                   | Espagne                      | UAE Team Emirates            | + 4 min 49 s                 |
| 3e                           | Carlos Rodríguez             | Espagne                      | Ineos Grenadiers             | + 5 min 16 s                 |
| 4e                           | João Almeida                 | Portugal                     | UAE Team Emirates            | + 7 min 00 s                 |
| 5e                           | Thymen Arensman              | Pays-Bas                     | Team DSM                     | + 7 min 05 s                 |
| 6e                           | José Félix Parra             | Espagne                      | Equipo Kern Pharma           | + 43 min 08 s                |
| 7e                           | Sergio Higuita               | Colombie                     | Bora-Hansgrohe               | + 45 min 14 s                |
| 8e                           | Gino Mäder                   | Suisse                       | Bahrain Victorious           | + 49 min 35 s                |
| 9e                           | Edoardo Zambanini            | Italie                       | Bahrain Victorious           | + 59 min 06 s                |
| 10e                          | Clément Champoussin          | France                       | AG2R Citroën Team            | + 1 h 11 min 54 s            |

| Classement par équipes | Classement par équipes             | Classement par équipes | Classement par équipes |
| Équipe                 | Équipe                             | Pays                   | Temps                  |
| ---------------------- | ---------------------------------- | ---------------------- | ---------------------- |
| 1re                    | UAE Team Emirates                  | Émirats arabes unis    | 183 h 34 min 41 s      |
| 2e                     | Ineos Grenadiers                   | Royaume-Uni            | + 32 min 02 s          |
| 3e                     | Astana Qazaqstan Team              | Kazakhstan             | + 43 min 56 s          |
| 4e                     | Bora-Hansgrohe                     | Allemagne              | + 52 min 47 s          |
| 5e                     | Movistar Team                      | Espagne                | + 53 min 38 s          |
| 6e                     | Bahrain Victorious                 | Bahreïn                | + 1 h 01 min 50 s      |
| 7e                     | Intermarché-Wanty-Gobert Matériaux | Belgique               | + 1 h 02 min 02 s      |
| 8e                     | EF Education-EasyPost              | États-Unis             | + 1 h 23 min 45 s      |
| 9e                     | Jumbo-Visma                        | Pays-Bas               | + 1 h 24 min 08 s      |
| 10e                    | Quick-Step Alpha Vinyl             | Belgique               | + 2 h 03 min 08 s      |

| Classement par équipes | Classement par équipes             | Classement par équipes | Classement par équipes |
| Équipe                 | Équipe                             | Pays                   | Temps                  |
| ---------------------- | ---------------------------------- | ---------------------- | ---------------------- |
| 1re                    | UAE Team Emirates                  | Émirats arabes unis    | 183 h 34 min 41 s      |
| 2e                     | Ineos Grenadiers                   | Royaume-Uni            | + 32 min 02 s          |
| 3e                     | Astana Qazaqstan Team              | Kazakhstan             | + 43 min 56 s          |
| 4e                     | Bora-Hansgrohe                     | Allemagne              | + 52 min 47 s          |
| 5e                     | Movistar Team                      | Espagne                | + 53 min 38 s          |
| 6e                     | Bahrain Victorious                 | Bahreïn                | + 1 h 01 min 50 s      |
| 7e                     | Intermarché-Wanty-Gobert Matériaux | Belgique               | + 1 h 02 min 02 s      |
| 8e                     | EF Education-EasyPost              | États-Unis             | + 1 h 23 min 45 s      |
| 9e                     | Jumbo-Visma                        | Pays-Bas               | + 1 h 24 min 08 s      |
| 10e                    | Quick-Step Alpha Vinyl             | Belgique               | + 2 h 03 min 08 s      |

## Abandons
Deux coureurs quittent la Vuelta lors de la 16e étape :
- Esteban Chaves (EF Education-EasyPost) : non-partant[2]
- Maxim Van Gils (Lotto-Soudal) : non-partant, positif au Covid-19[3]